# Gian Franco Zanetti
Gian Franco Zanetti (Modena, 26 luglio 1942 – Modena, 17 settembre 2020) è stato un pallavolista italiano, di ruolo schiacciatore.

## Carriera
Entrò in giovane età nell'Avia Pervia Modena di Franco Anderlini; in gialloblù vinse cinque Scudetti (1957, 1959, 1960, 1962 e 1962-63) che, sommati agli altri quattro poi vinti negli anni 1960 con le maglie della Ruini di Firenze (1963-64 e 1964-65) e della Virtus Bologna (1965-66 e 1966-67), lo consacrarono come il giocatore più titolato della pallavolo maschile italiana — il record di nove Scudetti sarà poi eguagliato dal solo Lorenzo Bernardi nel 2001.
Si ritirò temporaneamente nel 1969, per poi tornare sui suoi passi nel 1971 disputando ancora una stagione con la Minelli Modena e due con la Virtus Bologna, ritirandosi definitivamente dall'agonismo nel 1974. In seguito entrò per qualche tempo nello staff del Gruppo Sportivo Panini.
Esordì in nazionale esordì nel 1961 ad Alessandria, in un'amichevole vinta per 3-0 contro la locale squadra della Saves. In maglia azzurra collezionò in totale 81 presenze, vincendo un argento ai Giochi del Mediterraneo di Napoli 1963.

## Palmarès

### Club
- Campionato italiano: 9

1957, 1959, 1960, 1962, 1962-63, 1963-64, 1964-65, 1965-66, 1966-67

### Nazionale (competizioni minori)
- Giochi del Mediterraneo 1963